# Vườn quốc gia Cổng Địa Ngục
Vườn quốc gia Cổng Địa Ngục là một vườn quốc gia nằm ở phía nam hồ Naivasha, phía tây bắc Nairobi, Kenya. Tên của nó được đặt theo một vách đá dài và hẹp từng là một phần của một hồ nước thời tiền sử được sử dụng như là nguồn sống con người sớm ở Thung lũng Tách giãn Lớn. Được thành lập vào năm 1984, vườn quốc gia nổi tiếng với phong cảnh tự nhiên và hệ động vật hoang dã. Tại đây có cột tháp Fischer, cột tháp Trung và hẻm núi Cổng Địa Ngục. Vườn quốc gia cũng là nơi có ba trạm địa nhiệt tại Olkaria. Có ba khu cắm trại tại đây và Trung tâm văn hóa Maasai là nơi cung cấp giáo dục về văn hóa và truyền thống của bộ tộc Maasai.